# Operació Nit Boja
Operació Nit Boja (títol original en anglès: Operation Mad Ball) és una comèdia militar de Richard Quine estrenada el 1957. Posa en escena Jack Lemmon, Kathryn Grant i Ernie Kovacs, amb una aparició de Mickey Rooney. Ha estat doblada al català.

## Argument
L'acció té lloc el 1946 en un hospital de campanya americà a Normandia. Les infermeras, que tenen totes rang de tinent, són estrictament separades dels homes del seu rang, però el soldat Hogan (Jack Lemmon) té la intenció de facilitar la trobada d'un dels seus camarades amb la que estima.
A poc a poc, arriba a organitzar un gran ball clandestí en un hotel de L'Havre regit per una francesa al caràcter ben trempat. Ha de desbaratar les maniobres del tortuós capità Locke (Ernie Kovacs), el rival amorós de la infermera Betty Bixby (Kathryn Grant), però es beneficia de la complicitat de tots els soldats, sobretot de la del caporal Bohun (Dick York), secretari del capità.

## Repartiment
- Jack Lemmon: Hogan
- Kathryn Grant: Tinent Betty Bixby
- Ernie Kovacs: Capità Paul Locke
- Dick York: Caporal Bohun
- Arthur O'Connell: Coronel Rousch
- Mickey Rooney: Sergent Yancy Skibo
- Jeanne Manet: Madame LaFour
- James Darren: Soldat Widowskas
- Roger Smith: Caporal Berryman
- Marilyn Hanold: Tinent Tweedy
- L.Q. Jones: Ozark
- William Leslie: Soldat Grimes
- David McMahon: Sergent Pringle
- William Hickey: Soldat Sampson
- Stacy Graham: Tinent Rosedale
- Bebe Allen: Tinent Johnson
- Sheridan Comerate: Sergent Wilson
- Dick Crockett: Sergent McCloskey (No surt als crèdits)
- Betsy Jones-Moreland: Tinent Bushey (No surt als crèdits)

## Títols de les cançons
- Mad Ball, per Fred Karger i Richard Quine
- Let's Fall in Love de Harold Arlen
- La Marseillaise de Claude Joseph Rouget de Lisle
- Pennies from Heaven d'Arthur Johnston
- In the Mood de Joe Garland

## Premis
- Segon lloc als premis Laurel 1958 per la millor actuació còmica, per Jack Lemmon